# Do As Infinity
Do As Infinity (с англ. — «Делай как бесконечность») — японская поп- и рок-группа, образованная в 1999 году тремя участниками: вокалисткой Томико Ван, гитаристом Рё Оватари и гитаристом и композитором Дай Нагао. Название группы иногда сокращается до DAI, намекая на то, что Do As Infinity была названа в честь Нагао. Подписав контракт с Avex Trax, группа выпустила свой дебютный сингл «Tangerine Dream» 29 сентября 1999 года, за которым последовали еще три сингла между 1999 и 2000 годами, которые появились на их дебютном альбоме Break of Dawn (2000). В декабре 2000 года Нагао решил посвятить все свое время сочинению музыки и больше не появлялся на живых мероприятиях. Еще пять студийных альбомов были выпущены между 2001 и 2005 годом, три из которых получили платиновый статус в Японии, и два альбома достигли высшей строчки хит-парада Oricon.
С выпуском сборника синглов Do the A-side (2005) группа Do As Infinity распалась 29 сентября 2005 года. Участники продолжили работу в музыкальной индустрии: Ван занялся сольной карьерой, Оватари работал со своей группой Missile Innovation, образованной в 2004 году, а Нагао продолжил работать с другими артистами в Avex Trax. Группа воссоединилась 29 сентября 2008 года, но Нагао не вернулся. Do As Infinity выпустили свой первый новый сингл «∞1» в июне 2009 года, за которым последовал их седьмой студийный альбом Eternal Flame (2009). Группа выпустила свой 11-й и последний студийный альбом Brand New Days в феврале 2015 года.

## Do! Creative!!
Do! Creative!! — это конкурс, который проводится раз в полгода Do As Infinity и Avex Trax, чтобы дать поклонникам Do As Infinity возможность сочинять песни, которые группа позже исполнит. Первый конкурс Do! Creative!! был проведен в период с 14 марта по 14 апреля 2009 года. Из примерно 1000 полученных песен были выбраны три, которые попали в Eternal Flame (2009): «Nighter», написанная Ю, «Kitakaze», написанная Есукэ Кавасимой, и «Honō», написанная Шинпеем. Для участия во втором конкурсе, проходившем с 1 сентября по 31 октября 2009 года, были отобраны три песни, две из которых вошли в сингл «∞2»: «Everything Will Be Alright» Шохея Охи и «Haruka» Фумиясу Суэоки; песня, написанная третьим победителем, Нобухисой Фудзии, ещё не объявлена. Из участников второго конкурса около 400 были из-за пределов Японии.

## Дискография
Смотри статью «Дискография Do As Infinity» в англ. разделе.
Альбомы
- Break of Dawn (2000)
- New World (2001)
- Deep Forest (2001)
- True Song (2002)
- Gates of Heaven (2003)
- Need Your Love (2005)
- Eternal Flame (2009)
- Eight (2011)
- Time Machine (2012)
- Do As Infinity X (2012)
- Brand New Days (2015)
- Alive (2018)
- Do As Infinity (2019)